# Dersu Uzala
Dersu Uzala (russisk: Дерсу Узала, japansk: デルス·ウザーラ) er en sovjetisk-japansk spillefilm fra 1975 produceret af Mosfilm og instrueret af den japanske instruktør af Akira Kurosawa, der også er medforfatter af filmens manuskript. Det er Kurosawas eneste ikke-japansksprogede film og hans eneste film i 70 mm-format.
Filmen er baseret på erindringsbogen fra 1923 Dersu Uzala af den russiske opdagelsesrejsende Vladimir Arsenjev om dennes udforskning af Sikhote-Alin-regionen i det russiske fjernøsten i løbet af adskillige ekspeditioner i begyndelsen af 1900-tallet. Filmen, der er optaget næsten udelukkende udendørs i den russiske vildmark i Fjernøsten, udforsker temaet om en indfødt fra vildmarken, som er fuldt integreret i sit miljø, og som fører en livsstil, der uundgåeligt vil blive ødelagt af civilisationens fremmarch. Det handler også om væksten af respekt og dybt venskab mellem to mænd med en dybt forskellig baggrund og om vanskeligheden ved at klare det tab af evner, der følger med alderdommen.
Filmen blev en betydelig kommerciel og kunsternrisk succes. Filmen solgte mere end 21 millioner biografbilletter i USSR og i Europa og indspillede 1,2 mio. USD i Nordamerika. Filmen vandt tillige adskillige filmpriser, herunder modtog filmen en Oscar for bedste fremmedsprogede film ved Oscaruddelingen 1976.
Filmen havde dansk premiere den  15. marts 1976 i Posthus Teatret og i Alexandra i København. Filmen fik repremierer i Alexandra i sommeren og efteråret 1979 og i Tre Falke i 1980.

## Medvirkende
- Jurij Solomin som Vladimir Arsenjev
- Maksim Munzuk som Dersu Uzala
- Vladimir Kremena som Turtygin
- Aleksandr Pjatkov som Olenev
- Svetlana Daniltjenko som Anna